# Robert Anselin
Pour les articles homonymes, voir Anselin.
Robert Anselin est un homme politique français, né le 29 novembre 1938 à Lille et mort le 29 janvier 2013 dans la même commune.

## Biographie
Il naît le 29 novembre 1938, et a été pupille de la nation. Il a été professeur de lettres en LEP, et militant syndical, occupant notamment le poste de secrétaire départemental du Nord du SNET-FEN.
Membre du Parti socialiste, il est maire d'Ostricourt de mars 1983 à janvier 2013, démissionnant peu de temps avant sa mort, survenue le 29 janvier 2013. Et il est député de la sixième circonscription du Nord au cours de la IXe législature entre 1988 et 1993.

## Mandats
- 12 juin 1988 - 1er avril 1993 : député de la 6e circonscription du Nord
- 13 mars 1983 - janvier 2013 : maire d'Ostricourt
- 1977-1992 : conseiller général du canton de Pont-à-Marcq